# Cristóbal López Jara
Cristóbal Giovanni López Jara (Chile, 13 de mayo de 1989) es un futbolista chileno. Juega de mediocampista por la derecha o lateral derecho.

## Carrera
Este jugador proviene desde las divisiones inferiores de la Universidad de Chile, 
debutó profesionalmente en el Apertura 2007 contra Universidad de Concepción, en donde jugó de mediocampista y ganaron 1-0., fue subido al primer equipo por el DT Salvador Capitano, con otros compañeros como:
Emmanuel Vargas, Christopher Casaretto, Eduardo Navea, Robin Melo, Miguel Coronado, Mauricio Gómez, Gonzalo Novoa, José Luis Silva, Felipe Seymour.
A mediados del 2008 es enviado a préstamo a Santiago Wanderers para afrontar la Primera B donde se convierte en figura y titularísimo del cuadro caturro. A comienzos del 2009 vuelve a "La U", entrena con el equipo y juega un amistoso, pero finalmente el nuevo técnico de la Universidad de Chile, el uruguayo Sergio Markarian le dice que no lo va a tomar en cuenta para el campeonato y así es como termina en Deportes Iberia club con el que jugaría el torneo de Tercera División A. Finalmente no fue enviado a préstamo por la necesidad de tener un plantel amplio, por el cansanció del torneo local y la Copa Libertadores, es así como en la 16º fecha del Torneo Apertura 2009 juega en la critícada alineación "B" en el Clásico Universitario finalmente su equipo se impuso por 1-0 en calidad de visitante.

## Clubes
| Club                 | País  | Año       |
| -------------------- | ----- | --------- |
| Universidad de Chile | Chile | 2007-2008 |
| Santiago Wanderers   | Chile | 2008      |
| Universidad de Chile | Chile | 2009-2010 |
| Deportes Ovalle      | Chile | 2011      |
| Deportes Linares     | Chile | 2012      |

## Títulos

### Torneos nacionales
| Título           | Club                 | País  | Año    |
| ---------------- | -------------------- | ----- | ------ |
| Primera División | Universidad de Chile | Chile | 2009-A |